# Asparagus pendulus
Asparagus pendulus — вид рослин із родини холодкових (Asparagaceae).

## Біоморфологічна характеристика
Це багаторічна рослина 30–40 см заввишки.

## Середовище проживання
Ареал: ПАР, Ботсвана, Малаві, Мозамбік, Замбія, Зімбабве.